# Carl Leberecht Immermann
Carl Leberecht Immermann (Magdeburgo, 24 aprile 1796 – Düsseldorf, 25 agosto 1840) è stato un poeta e scrittore tedesco.

## Biografia
Figlio di un ufficiale militare e studente di destra, si arruolò volontario nell'esercito tedesco contro Napoleone Bonaparte e combatté a Ligny e a Waterloo, inoltre alla marcia su Parigi.
Ritornato a Halle, dove proseguì i suoi studi, ricoprì varie cariche nella magistratura. Conobbe Elise d'Ahlefeldt-Laurwig, futura moglie di Adolf von Lützow.
Fu nominato giudice criminale a Magdeburgo e poi consigliere alla corte di primo grado a Düsseldorf.
Immermann fu un epigono del Romanticismo e un anticipatore del Realismo.
Scrisse poemetti satirici, eroicomici, drammatici come il Merlin (Merlino, 1832) ispirato dal Faust goethiano, romanzi tra i quali Die Epigonen (Gli epigoni, 1836) con il quale descrisse l'uomo contemporaneo immerso in un mondo mutevole.
Il suo romanzo Der Oberhof (La fattoria capitana) è considerato il primo romanzo del realismo tedesco.
I suoi lavori vennero anche musicati: si ricorda, a titolo d'esempio, la messa in musica di Tragedia nel Tirolo o Andreas Hofer da parte di Albert Lortzing.
Diresse il teatro di Düsseldorf, dove mise in scena opere di Christian Dietrich Grabbe.

## Opere
- I principi di Siracusa
- Edwin
- Petrarca
- Cardenio e Celinde
- Tragedia nel Tirolo o Andreas Hofer
- Imperatore Federico II
- Alessio
- Gli epigoni
- Tristano e Isotta (incompiuta)